# آیونویل
آیونویل (به انگلیسی: Ironville) یک روستا و محله مدنی در بریتانیا است که در دره امبر واقع شده‌است. آیونویل ۱٬۸۵۱ نفر جمعیت دارد.